# Differentialregning
 "Differentiering" omdirigeres hertil. For differentiering i forbindelse med undervisning, se undervisningsdifferentiering.
Differentialregning udgør sammen med integralregning den matematiske disciplin der hedder infinitesimalregning. Differentialregningen beskæftiger sig med, hvor meget en såkaldt afhængig variabel ændres, hvis der sker små ændringer i den variabel, den afhænger af, den uafhængige variabel. Forholdet mellem ændringerne i hhv. den afhængige og den uafhængige variabel kaldes differentialkvotienten, og spiller en central rolle i differentialregningen.
Et dagligdags eksempel er sammenhængen mellem bruttoløn og lønnen efter skat: Hvis bruttolønnen stiger med én krone, ændres lønnen efter skat med f.eks. 53 øre. Differentialkvotienten er i dette tilfælde 0,53. Matematisk vil man betragte nettolønnen som en funktion af bruttolønnen, og differentialkvotienten svarer i dette tilfælde til marginalindkomsten (en krone minus marginalskatten) ved denne bruttoløn.
I eksemplet med lønnen bør man bemærke, at på grund af progressionen i bl.a. det danske skattesystem varierer marginalskatten: Har man i forvejen en lav løn, mærker man en større stigning i nettolønnen end hvis lønnen er større, dette kaldes progressiv beskatning. Med andre ord varierer differentialkvotienten med den uafhængige variabel (bruttolønnen), og er dermed selv en funktion af denne; en funktion der angiver hvor meget "glæde" man har af én krones lønforhøjelse.

## Differentialkvotient i et punkt

### Formel definition
Lad {\displaystyle f} være en funktion og lad {\displaystyle x_{0}} være et punkt i funktionens definitionsmængde.
For at undersøge om funktionen {\displaystyle f} er differentiabel i punktet {\displaystyle x_{0}}, skal man undersøge om differenskvotienten
{\displaystyle {\frac {\Delta f}{\Delta x}}={\frac {f(x_{0}+h)-f(x_{0})}{h}}}
har en grænseværdi {\displaystyle a} for {\displaystyle h} gående mod {\displaystyle 0} .
Hvis grænseværdien findes, så siges funktionen at være differentiabel i punktet {\displaystyle x_{0}}.
Tallet {\displaystyle a} kaldes for funktionens differentialkvotient i punktet {\displaystyle x_{0}}.
Hvis en funktion {\displaystyle f} er differentiabel i {\displaystyle x_{0}} med differentialkvotient {\displaystyle a} skrives også:
{\displaystyle f'(x_{0})=a}.
Funktionen {\displaystyle f'} som til ethvert punkt knytter den tilhørende differentialkvotient kaldes den afledede funktion af {\displaystyle f}.

### Fortolkning
Da {\displaystyle \Delta f=f(x_{0}+h)-f(x_{0})} er ændringen i funktionsværdi, når {\displaystyle x} vokser fra {\displaystyle x_{0}} til {\displaystyle x_{0}+h} kan differenskvotienten
{\displaystyle {\frac {\Delta f}{\Delta x}}={\frac {f(x_{0}+h)-f(x_{0})}{h}}}
tolkes som den gennemsnitlige ændring i funktionsværdi pr {\displaystyle x}-enhed [svarer til gennemsnitshastighed].
Differentialkvotienten fremkommer som grænseværdien for differenskvotienten når {\displaystyle h} går mod 0.
Differentialkvotienten kan derfor tolkes som den øjeblikkelige ændring i funktionsværdi pr {\displaystyle x}-enhed [svarer til øjeblikshastighed].
Grafisk fortolkes differenskvotienten som hældningen på sekanten, som forbinder punkterne {\displaystyle (x_{0},f(x_{0}))} og {\displaystyle (x_{0}+h,f(x_{0}+h))}.
Differentialkvotienten fortolkes som hældningen på tangenten i punktet {\displaystyle (x_{0},f(x_{0}))}.

### Notation
Differentialregning som disciplin har mange år på bagen og matematikere i gennem tiden brugt forskellige notationer .
For den afledede funktion til {\displaystyle f} bruges i dag Leibnitz' notation {\displaystyle f'} eller {\displaystyle {\frac {df}{dx}}} eller {\displaystyle D_{x}f}.
Newtons prik-notation {\displaystyle {\dot {f}}} bruges ikke længere i matematik, men har overlevet enkelte steder i fysiken.
For differentialkvotienten for {\displaystyle f} i punktet {\displaystyle x_{0}} bruges notationerne:
{\displaystyle f'(x_{0})={\frac {df}{dx}}_{|x={x_{0}}}}

### Sprogbrug
De fleste (men ikke alle) matematiske funktioner kan beskrives ved en forskrift; et regneudtryk der beregner funktionsværdien (også kaldet den afhængige variabel) {\displaystyle f(x)} ud fra værdien af den uafhængige variabel {\displaystyle x}. Det at bestemme den afledede funktion {\displaystyle f'} udfra {\displaystyle f} kaldes at differentiere funktionenen. Man bruger altså differentiering til at bestemme en funktions afledede.

### Regneregler
Ovenstående definition kan bruges til at "omregne" forskriften for en funktion, til forskriften for samme funktions afledede. Man kan f.eks. påvise at:
- {\displaystyle f(x)=k}, hvor {\displaystyle k} er en konstant, har den afledede {\displaystyle f'(x)=0}
- {\displaystyle f(x)=x\cdot k}, hvor {\displaystyle k} er en konstant, har den afledede {\displaystyle f'(x)=k}
- {\displaystyle f(x)=k\cdot x^{n}} har den afledede {\displaystyle f'(x)=k\cdot n\cdot x^{n-1}}, og heraf
- {\displaystyle f(x)={\frac {1}{x}}} har den afledede {\displaystyle f'(x)=-{\frac {1}{x^{2}}}}
- Sinus-funktionen {\displaystyle \sin(x)} har den afledede {\displaystyle \sin '(x)=\cos x}
- Cosinus-funktionen {\displaystyle \cos(x)} har den afledede {\displaystyle \cos '(x)=-\sin x}
- Tangens, {\displaystyle \tan(x)}, har den afledede {\displaystyle \tan '(x)=1+\tan ^{2}(x)}
- Den naturlige eksponentialfunktion, {\displaystyle {\textrm {exp}}(x)=e^{x}}, er sin egen afledede.
- Eksponentialfunktionen, {\displaystyle f(x)=a^{x}} hvor {\displaystyle a} er en konstant, har differentialkvotienten {\displaystyle f'(x)=\ln(a)a^{x}}, hvor {\displaystyle \ln } er den naturlige logaritmefunktion
- Den naturlige logaritme, {\displaystyle \ln(x)}, har differentialkvotienten {\displaystyle \ln '(x)={\frac {1}{x}}}

Funktioner der er sammensatte funktioner samt funktioner der er summen, differensen, produktet eller kvotienten af to differentiable funktioner er selv differentiable (med visse, åbenlyse begrænsninger i definitionsmængderne). Differentialkvotienterne kan udregnes efter følgende regler:
- {\displaystyle (f\circ g)'(x)=(f(g(x)))'=g'(x)\cdot f'(g(x))} (kædereglen)[6][7]
- {\displaystyle (f+g)'(x)=f'(x)+g'(x){\frac {}{}}}
- {\displaystyle (f-g)'(x)=f'(x)-g'(x){\frac {}{}}}
- {\displaystyle (f\cdot g)'(x)=f'(x)\cdot g(x)+f(x)\cdot g'(x)}
- {\displaystyle \left({\frac {f}{g}}\right)'(x)={\frac {f'(x)\cdot g(x)-f(x)\cdot g'(x)}{(g(x))^{2}}}}

Disse "omregnings-regler" kan alle bevises. Se evt. Matematiske beviser.
Alle differentiable funktioner er kontinuerte, hvorimod kontinuerte funktioner ikke nødvendigvis er differentiable.

## Matematik Eksamen & Opgave eksempel
I følgende opgave bliver der demonstreret, hvordan man kan håndtere en lignende opgave til en evt. matematik eksamen uden hjælpemidler. Du vil have en formelsamling til rådighed, hvor du kan slå regnereglerne for differentiation op. Eksempel neden under er "let", og noget du ikke kan komme ud for Mat B/A skriftlig eksamen. En god huskeregel er, at opgaverne uden hjælpemidler hvor du skal differentiere, langt de fleste gange skal du bruge én af reglerne for sammensatte funktoner. Derfor er det en god idé at træne forskellige og mere komplekse.
Opgave 1) En funktion f er givet ved:
{\displaystyle f(x)=2x^{3}-3x+sin(x)}
{\displaystyle f'(x)=2*3x^{2}-3+cos(x)}
Svaret vil altså være:
{\displaystyle f'(x)=6x^{2}-3+cos(x)}

## Grafer, tangenter og hældningstal
På illustrationen til højre ses øverst grafen for en funktion {\displaystyle f} (blå kurve): I forskellige punkter langs grafen (grønne pletter) er der indtegnet tangenter til grafen (de røde linjestykker). Hældningstallet for en tangent til grafen for {\displaystyle f}, tegnet i det punkt der svarer til en bestemt værdi af {\displaystyle x}, er lig med {\displaystyle f'(x)}.
Den orange kurve nederst på illustrationen er grafen for differentialkvotienten {\displaystyle f'(x)} til funktionen {\displaystyle f(x)}: Bemærk, at når {\displaystyle f} er aftagende, er {\displaystyle f}' negativ, og de steder hvor {\displaystyle f} er voksende, er {\displaystyle f'} positiv. De steder hvor tangenterne til grafen for {\displaystyle f} er vandrette, bliver {\displaystyle f'} lig med nul.

## Anvendelse i funktionsanalyse
Der er for få eller ingen kildehenvisninger i denne artikel, hvilket er et problem. Du kan hjælpe ved at angive troværdige kilder til de påstande, som fremføres i artiklen.

Ved at finde forskriften for den afledede af en reel funktion {\displaystyle f(x)}, {\displaystyle f'(x)}, sætte denne lig med nul og løse den ligning der derved fremkommer, kan man finde de værdier af {\displaystyle x} hvor grafen for {\displaystyle f(x)} "vender om", dvs. skifter fra at være voksende til at være aftagende eller omvendt.
Dog skal man være opmærksom på at {\displaystyle f} f.eks. kan være stigende (hhv. faldende) indtil et vist punkt {\displaystyle x} hvor differentialkvotienten {\displaystyle f'(x)} er lig med nul, for derefter at stige (hhv. falde) igen. Dette kaldes en vandret vendetangent (eller et saddelpunkt) og punktet er dermed ikke et ekstremumspunkt.
Alle de værdier af {\displaystyle x} hvor {\displaystyle f'(x)} er lig med nul, og som ikke er saddelpunkter, markerer et såkaldt ekstremum; her antager {\displaystyle f} den højeste eller laveste værdi, enten for hele funktionens definitionsmængde (såkaldt globalt maksimum eller minimum), eller indenfor et vist område omkring det fundne {\displaystyle x} (lokalt maksimum eller minimum). Dette benyttes ved funktionsanalyse til at bestemme værdimængden for en given funktion.
Den ovenstående beskrivelse af en funktionsanalyse mht. ekstremumspunkter kaldes også at finde funktionens monotoniforhold. Til analysen kan tegnes en tilhørende monotonilinje, hvor funktionsværdien angives sammen med {\displaystyle f'(x)}'s værdi. Ved at se på {\displaystyle f'(x)}'s værdier afgøres herved om funktionen er voksende, aftagende eller konstant.

## Relation til integralregning
Differentiering er den omvendte operation af integration: Funktionen {\displaystyle F(x)} siges at være en stamfunktion til funktionen {\displaystyle f(x)}, hvis differentialkvotienten af {\displaystyle F(x)} er {\displaystyle f(x)}, dvs.: {\displaystyle F'(x)=f(x)}.
Vender man tilbage til skatteeksemplet i begyndelsen af artiklen, kunne man, hvis man kendte sin marginalindkomst for enhver given indtægt, beregne sin nettoindkomst ved at lægge marginalindkomsterne for hver tjent krone sammen. Dette er netop kernen i integration. Se også Infinitesimalregningens hovedsætning.

## Partielle afledede
Differentialkvotienten beskrevet ovenfor kan generaliseres til det tilfælde hvor en funktion har flere uafhængige variable, f.eks. {\displaystyle f(x,y)}. Her definerer man de partielle afledede på samme måde som ovenfor, blot betragter man de andre uafhængige variable som konstanter under differentieringen. For at vise at man har brugt denne fremgangsmåde erstattes det infinitesimale {\displaystyle dx} med {\displaystyle \partial x}:
{\displaystyle {\frac {\partial f(x,y)}{\partial x}}=\lim _{\Delta x\to 0}{\frac {f(x+\Delta x,y)-f(x,y)}{\Delta x}}}

## Tretrinsreglen
Tretrinsreglen er en metode til at beregne en differentialkvotient ved
1) at opskrive en differenskvotient
2) omdanne differenskvotienten til en differentialkvotient
3) lade differentialkvotientens nævner gå mod nul.

## Det approksimerende førstegradspolynomium
Det approksimerende førstegradspolynomium er betegnelsen for en matematisk formel. Denne formel anvendes til én arbejdsgang at beregne hele forskriften for en tangent til en funktions graf.

## Computer Algebra System (CAS)
Lommeregnere og matematisk software med CAS kan beregne differentialkvotient:
- Texas Instruments grafregnere TI-92 og TI-89 beregner differentialkvotient med kommandoen: {\displaystyle d}({\displaystyle f}, var) [14]
- Maplesoft Maple beregner differentialkvotient med kommandoen: diff(f({\displaystyle x}),{\displaystyle x}) [15]
- Softwaren Xcas beregner differentialkvotient med kommandoen: diff(funktion,{\displaystyle x}) [16]
- I GeoGebra benyttes kommandoen: Afledede(f(x),x)

## Bøger
- Holth, Klaus m.fl. (1987): Matematik Grundbog 1. Vejle, Forlaget Trip. ISBN 87-88049-18-3
- Jensen, Steffen og Sørensen, Karin (1989): Differentialregning: En lærebog for matematisk gymnasium. Teori og redskab, 3. København, Christian Ejlers Forlag. ISBN 87-7241-557-6
- Jessen, Claus m.fl. (1995): Differentialregning: gymnasiematematik, obligatorisk niveau. Matematik - tanke, sprog og redskab. København, Gyldendal Undervisning. ISBN 87-00-19936-2